# Humberto González Narváez
Humberto González Narváez (Bugalagrande, 1929 - Cali, 15 de abril de 2016) fue un político y diplomático colombiano, que se llegó a desempeñar como diputado de Valle del Cauca, Ministro de Comunicaciones y de 1964 a 1966, de 1981 a 1982 gobernador del Valle del Cauca y embajador en Argentina.

## Carrera política
Durnate La Violencia, en 1953 las tensiones a nivel nacional no cesaban. En las elecciones para Cámara de Representantes de Colombia realizadas el 15 de marzo, no sólo se abstuvieron los liberales sino también los conservadores alzatistas. Del 22 de junio de 1953 al 30 de octubre de 1955 fue gobernador del Valle de Cauca Diego Garcés Giraldo, quien designó a su vez como secretario de gobierno a Humberto González Narváez. Humberto González Narváez fue dos veces gobernador del Valle de Cauca.
De 1970 a 1971 fue Ministro de Comunicaciones en el gobierno de Misael Pastrana.